# P-08A
docomo STYLE series P-08A（ドコモ スタイル シリーズ ピー ゼロ はち エー）は、パナソニック モバイルコミュニケーションズが開発した、NTTドコモの第三世代携帯電話（FOMA）端末である。docomo STYLE seriesの端末。

## 概要
2008年冬モデルのスライド型VIERAケータイ、P-02Aの後継機である。当端末もVIERAケータイを名乗る。
サイズや大まかなデザインは、三菱電機から継承されたスピードセレクターも引き続き搭載され、P-02Aとほとんど同じである。しかし、液晶画面の回りが黒く縁取られ、キー操作部がカラーバリエーションに関わらず黒系に統一されたため、印象が変わっている。キーには、D905iの「ナチュラルホワイト」や「オレンジイエロー」に見られた、波打ったキー「ウェーブタイルキー」が採用され、スイングスライドが押しやすくなっている。
メインカメラはP-07Aと同様に、従来の約510万画素CMOSから約810万画素CMOSに変更されている。また「LUMIX」で採用されている「おまかせiA」（顔認識、風景認識、動き認識、夜景/夜景＋人物認識、接写認識と5つの場面を自動認識して、その場に最適なモードで撮影する）や高輝度LEDも搭載されている。ナイトモードで1秒の露光が可能になった。
ワンセグもP-07A同様に、従来の30fpsよりも高フレームレートな、60fps「モバイルWスピード」が搭載され、より滑らかな映像が見られる。
デザイングループのGROOVISIONSによる待受Flashやきせかえツールなどが用意されている。 
2009年夏モデルからのサービスである、iアプリタッチ、2in1のBナンバーメール着信、iモードブラウザのJavaScript、Adobe Flash、対応、電池の詳細表示対応などの機能も追加されている。またGPSでの海外利用も可能となっている。また、本機種が最後に発売されたプッシュトーク対応機種となった。
| 主な対応サービス                   | 主な対応サービス                                                    | 主な対応サービス                       | 主な対応サービス                                     |
| ---------------------------------- | ------------------------------------------------------------------- | -------------------------------------- | ---------------------------------------------------- |
| タッチパネル                       | FOMAハイスピード7.2Mbps                                             | Bluetooth                              | DCMX／おサイフケータイ                               |
| iアプリオンライン／地図アプリ      | 直感ゲーム／メガiアプリ                                             | iウィジェット                          | マチキャラ／iコンシェル                              |
| ホームU／ポケットU                 | GPS／ケータイお探し                                                 | デコメール／デコメ絵文字／デコメアニメ | iチャネル                                            |
| 着もじ／プッシュトーク             | テレビ電話／キャラ電                                                | 電話帳お預かりサービス                 | フルブラウザ                                         |
| おまかせロック／バイオ認証         | 外部メモリーへiモードコンテンツ移行／ユーザーデータ一括バックアップ | トルカ                                 | iC通信／iCお引越しサービス                           |
| きせかえツール／ダイレクトメニュー | バーコードリーダ／名刺リーダ                                        | 2in1                                   | エリアメール／ソフトウェアーアップデート自動更新     |
| GSM／3Gローミング（WORLD WING）    | 着うたフル／うた・ホーダイ                                          | Music&Videoチャネル／ビデオクリップ    | デジタルオーディオプレーヤー(WMA)(AAC)(SDオーディオ) |

### ワンセグ機能
- EPG（録画予約も可）
- 外部メモリ（microSDHC）への録画（本体には録画不可）
- 字幕放送
- マルチウィンドウ
- Bluetoothによるワイヤレス音声出力（レシーバーが著作権保護「SCMS-T方式」に対応している必要がある）
- 映像をより鮮やかに再現する「モバイルPEAKSプロセッサー」
- フレームレートを15fpsから60fpsにする「モバイルWスピード」
- 最大6000：1のコントラスト比を実現する「モバイルWコントラストAI」
- 合成ダイバーシティチューナー

## プリインストールiアプリ
以下のiアプリが購入時に端末にプリインストールされている。
| アプリ名                    | 概要                                                                                            |
| --------------------------- | ----------------------------------------------------------------------------------------------- |
| スーパーパズルボブル        | バブルをならべて消していくゲーム                                                                |
| レイトン教授と悪魔の箱      | レイトン教授シリーズのパズルゲーム                                                              |
| いっしょにデコ              | 2人で通信しながら、写真などの画像をデコレーションできるiアプリタッチ対応アプリです。            |
| P-SQUARE INFO               | P-SQUAREの新着情報を表示するウィジェット                                                        |
| iアバターメーカー           | iアバターを作成するアプリ                                                                       |
| 付箋                        | 画面上に付箋を簡単に貼り付けるアプリ                                                            |
| フォト文字 Touch            | カメラで撮影した画像やデータBOXの画像の加工ツール                                               |
| モバイルGoogleマップ        | Googleマップのアプリ。GPSを使った道案内、経路検索、衛星写真、ストリートビューなどを利用できる   |
| 地図アプリ                  | GPS機能を利用して、目的地を検索したり、乗り換え案内を駆使した、交通手段によるルートを表示が可能 |
| 日英/日中版しゃべって翻訳   | マイクに向かって主に旅行で使われる日本語、英語を話すだけで翻訳した文章を画面に表示する          |
| Gガイド番組表リモコン       | テレビ番組表とAVリモコン機能が1つになったアプリ                                                 |
| iD設定アプリ                | おさいふケータイクレジット決済サービスiDの設定アプリ                                            |
| DCMXクレジットアプリ        | NTTドコモが提供するおさいふケータイクレジットDCMXの設定アプリ                                   |
| FOMA通信環境確認アプリ      | FOMAハイスピードエリアを利用できるかを確認することができるiアプリ                               |
| モバイルSuica登録用iアプリ  | モバイルSuica契約用のiアプリ                                                                    |
| iアプリバンキング           | モバイルバンキングを簡単に利用するためのアプリ                                                  |
| マクドナルド トクするアプリ | 日本マクドナルドのかざすクーポンなどを利用するためのアプリ                                      |
| 楽オクアプリ                | 楽天オークション用のアプリ                                                                      |
| Start! iウィジェット        | iウィジェットの使い方をムービーで見ることができるiアプリ                                        |
| ROID ウィジェット           | モバイルサイト「ROID」の更新情報などを通知してくれるウィジェット                                |
| お天気予報ウィジェット      | 天気情報をiウィジェット画面に表示するアプリ                                                     |
| 駅探乗換案内                | 乗り換え案内用アプリ                                                                            |
| iWウォッチ                  | iウィジェット画面でグラフィカルに時計や電池残量を確認することができるアプリ                     |
| 株価アプリ                  | 指定銘柄の株価情報を表示するアプリ                                                              |
| Google モバイル             | Google検索機能が利用できるアプリ                                                                |

## 歴史
- 2009年X月X日 - 技術基準適合証明（Bluetooth）確認
- 2009年X月X日 - 技術基準適合証明（TELEC）通過
- 2009年2月27日 - 電気通信端末機器審査協会（JATE）通過
- 2009年X月X日 - 連邦通信委員会（FCC）通過
- 2009年5月19日 - F-08A・F-09A・N-06A・N-07A・N-08A・N-09A・P-07A・P-08A・P-09A・P-10A・SH-05A・SH-06A・SH-07A・L-04A・L-06A・HT-03A・T-01Aの開発を発表。
- 2009年6月25日 - 発売

## 不具合
2009年8月6日に以下の不具合の修正がソフトウェアの更新でなされた。
- 特定の設定状態でスライドを開いた際、ボタン操作が効かなくなる場合がある
- 使用状況によって、電池の持ちが悪くなる場合がある

2009年11月17日に以下の変更と不具合の修正がソフトウェアの更新でなされた。
- iモードブラウザの一部機能（JavaScript機能）を再有効化
- デコメ絵文字を含む、送信メールのプレビュー画面や送信済みメールを確認すると、メールの一部が表示されない場合がある

2010年6月1日に以下の不具合修正がソフトウェア更新でなされた。
- GSMエリア圏内であっても圏外状態になることがある。

2011年5月12日に以下の不具合の修正がソフトウェアの更新でなされた。
- フォントサイズを変更すると、絵文字の色指定が有効にならない場合がある。